# Campionato italiano indoor maschile di pallanuoto 1965
Il campionato italiano indoor 1965 è stata la 11ª edizione del campionato italiano indoor maschile di pallanuoto. Il torneo fu disputato da tredici squadre raggruppate inizialmente in tre gironi. Le prime due classificate di ogni girone si affrontarono in un girone finale disputato a Napoli dal 23 al 25 aprile 1965.

## Finali

### Classifica
|  |    | Finali 1965       | Pt   | G | V | N | P | GF | GS | DR |
|  | -- | ----------------- | ---- | - | - | - | - | -- | -- | -- |
|  | 1. | Canottieri Napoli | 8    | 4 | 4 | 0 | 0 | 15 | 8  | +7 |
|  | 2. | Pro Recco         | 6    | 4 | 3 | 0 | 1 | 16 | 11 | +5 |
|  | 3. | Napoli            | 4    | 4 | 2 | 0 | 2 | 13 | 15 | -2 |
|  | 4. | Lazio             | 2    | 4 | 1 | 0 | 3 | 11 | 14 | -3 |
|  | 5. | Sori              | 0    | 4 | 0 | 0 | 4 | 8  | 15 | -7 |
|  | 6. | Pegli             | rit. |   |   |   |   |    |    |    |

## Verdetti
- Canottieri Napoli Campione indoor d'Italia 1965